# Хірургічний затискач

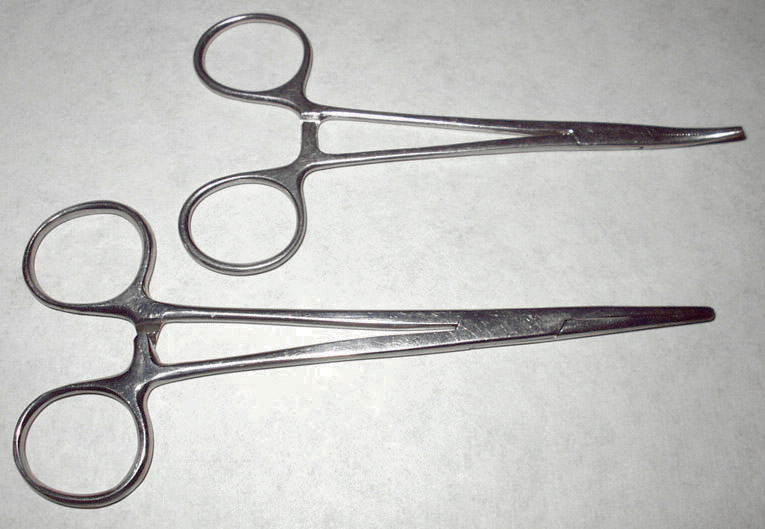
Гемостатичні затискачі з прямими і вигнутими кінцями

Хірургічний затискач або медичний затискач — загальна назва кількох видів затискачів, уживаних у медицині (зокрема, в хірургії) для захоплення та утримання: органів та тканин (в тому числі зупинки кровотечі), а також перев'язувальних матеріалів під час проведення операції або перев'язування.
Інша назва цієї групи інструментів — кровоспинні затискачі, однак функціональні можливості групи давно розширились, тому лише деякі затискачі мають таку назву (наприклад, кровоспинний затискач по типу Більрота зігнутий по площині).

## Різновиди
Існує кілька різновидів затискачів, кожен з яких призначений для виконання специфічних процедур.
- Еластичні затискачі застосовуються для тимчасового захоплення тканин
- Жорсткі затискачі
- Кишкові затискачі — перешкоджають витіканню вмісту кишечника у черевну порожнину під час операцій на кишечнику, не пошкоджуючи при цьому кишкових стінок (незминальний жом), або слугують для закриття відкритого кінця кишки перед накладанням швів (розчавлювальний жом).
- Кровоспинні затискачі (гемостатичні затискачі, гемостати[джерело?]) — застосовуються для зупинення кровотечі з пошкоджених судин.